# Serafino Morazzone
Don Serafino Morazzone (Milano, 1º febbraio 1747 – Lecco, 13 aprile 1822) è stato un presbitero italiano.
È stato dichiarato venerabile il 17 dicembre 2007 e beatificato il 26 giugno 2011. In passato la sua canonizzazione era stata sollecitata dal cardinale Ildefonso Schuster, che lo aveva definito «novello curato d'Ars».

## Biografia
Nasce da umile e numerosa famiglia, che il padre alloggia in una modesta abitazione e mantiene con una minuscola rivendita di granaglie nei pressi di Brera. Sono proprio i gesuiti del Collegio di Brera a permettere al fanciullo gli studi gratuiti, poiché intenzionato al sacerdozio ma privo di mezzi. Cresciuto, per proseguire gli studi svolge la mansione di chierico "mercenario" in Duomo al mattino e studiando al pomeriggio presso il Seminario come esterno. Per l'impegno e la buona volontà dimostrate, ormai ventiseienne, sebbene abbia ricevuto ancora solo gli ordini minori viene incoraggiato a concorrere alla piccolissima parrocchia di Chiuso, rione di Lecco che ne I promessi sposi viene indicato come il paese della casa del sarto.

## Parroco di Chiuso
Ottenuto esito favorevole, viene nominato parroco. Nel giro di un mese riceve gli ordini maggiori e il giorno dopo il presbiterato entra in parrocchia.. Vi rimane dal 1773 al 1822, fungendo anche da confessore di Alessandro Manzoni, probabilmente fino al 1818, anno in cui la famiglia di Manzoni vende la villa del Caleotto, ove soggiornava. Manzoni ne scrisse un vero panegirico in  Fermo e Lucia, ove lo nominò esplicitamente, creando un anacronismo rispetto all'ambientazione seicentesca della storia narrata, interpretato dai commentatori come dovuto all'affetto e all'ammirazione dello scrittore verso questo religioso. Ne I promessi sposi Manzoni toglierà l'accenno esplicito al nome e trasformerà il personaggio in un sacerdote comune, anche per non fare ombra alle virtù del Cardinal Federigo.
La vita assidua di preghiera, l'accoglienza caritatevole dei poveri, la scuola gratuita tenuta in canonica lo segnalano presto all'attenzione dei fedeli, che si rivolgono a lui in confessionale e per chiedere preghiere. Ritenendole spesso esaudite, gliene attribuiscono il merito, che egli invece imputa all'intercessione di san Girolamo Emiliani, il santuario del quale sorge poco oltre il confine bergamasco della parrocchia.
La salma fu sepolta nel piccolo cimitero attiguo all’oratorio di S. Giovanni presso Chiuso, all’interno del quale fu trasferita nel 1858 per  espresso desiderio della popolazione e dove tuttora riposa.
La causa per la beatificazione fu aperta nel 1864 ma languì parecchi decenni per le vicende che travagliarono l’arcidiocesi milanese; venne ripresa dal card. Schuster ed ebbe rapida conclusione per interessamento del card. Carlo M. Martini, che nominò postulatrice Francesca Consolini. A questa si deve una nuova ed esauriente ricerca documentaria e la redazione della prima biografia basata sui documenti d’archivio, inserita nella Positio e pubblicata anche in volume a sé.  Il 17 dicembre 2007 fu emesso il decreto sull’eroicità delle virtù. Risale al 2011 l’approvazione del miracolo attribuito all’intercessione del  Morazzone, che ha permesso la sua beatificazione, celebrata sul sagrato del Duomo di Milano.